# Vörösesbarna pénzecskegomba
A vörösesbarna pénzecskegomba (Laccaria purpureobadia) a Hydnangiaceae családba tartozó, Európában honos, főleg éger és nyír alatt élő, ehető gombafaj. 

## Megjelenése
A vörösesbarna pénzecskegomba kalapja 2,5-5,5 cm széles, alakja széles domború vagy lapos, közepén néha kis púppal. Felszíne aprószemcsésnek tűnik, kis pikkelykék borítják, amelyek csak nagyító alatt látszanak jól. Nedvesen széle áttetszően bordás. Higrofán: nedvesen lilásbarna, megszáradva vörösbarna, idősen feketés. 
Húsa vékony, vörösbarnás vagy lilás-rózsaszínes színű. Szaga gyenge, néha kellemes, csokoládészerű (mások szerint fűszeres-ánizsos); íze nem jellegzetes.  
Viszonylag ritkás, vastag lemezei hasasan tönkhöz nőttek, néha kis foggal. Színük fiatalon szürkésrózsaszín, rózsásbarnás.
Tönkje 4–6 cm magas és 0,4–0,8 cm vastag. Alakja hengeres, karcsú, idősen üregesedik. Felszíne sima vagy hosszanti szálas. Színe sötét lilásbarna (sötétebb a kalapnál), a csúcsán lilás-rózsaszínes. Tövéhez szürke (lila árnyalat nélküli) micélium kapcsolódik. 
Spórapora fehér. Spórája elliptikus, tüskés, mérete 8–12 x 6,2–9 µm.

### Hasonló fajok
Nagyon hasonlít hozzá a pikkelyes pénzecskegomba, tőle élőhelye és kisebb spórái alapján lehet elkülöníteni. A kétspórás pénzecskegomba, a húsbarna pénzecskegomba, a kétszínű pénzecskegomba, esetleg a súlyos mérgezést okozó mérges pókhálósgomba is hasonlíthat hozzá.   

## Elterjedése és termőhelye
Európában honos. 
Lombos fák, főleg éger és nyír alatt található meg, többnyire nedves, savanyú talajon. Nyártól késő őszig terem.  
Nem mérgező, de kis mérete és ritkasága miatt gasztronómiailag nem jelentős. 

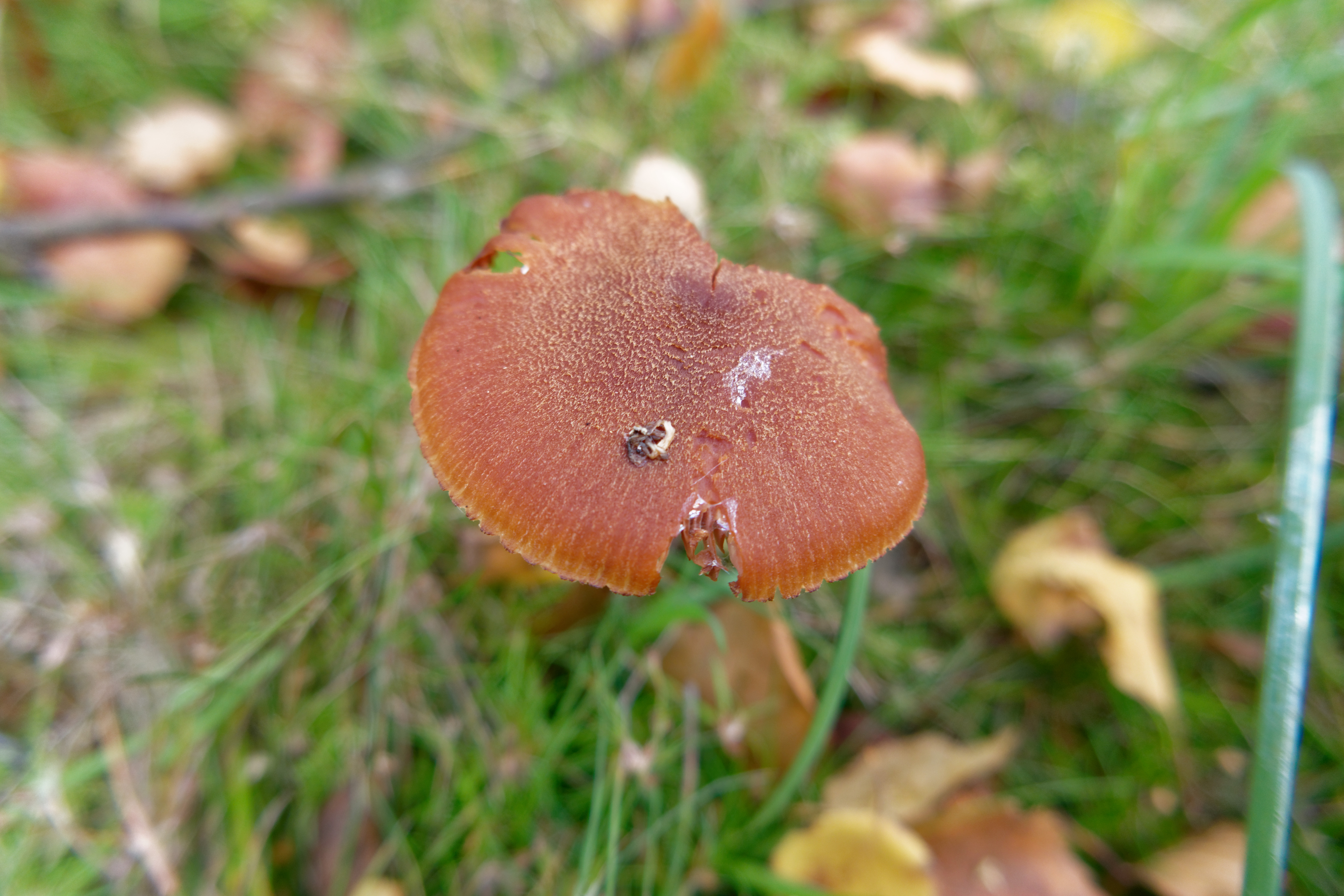
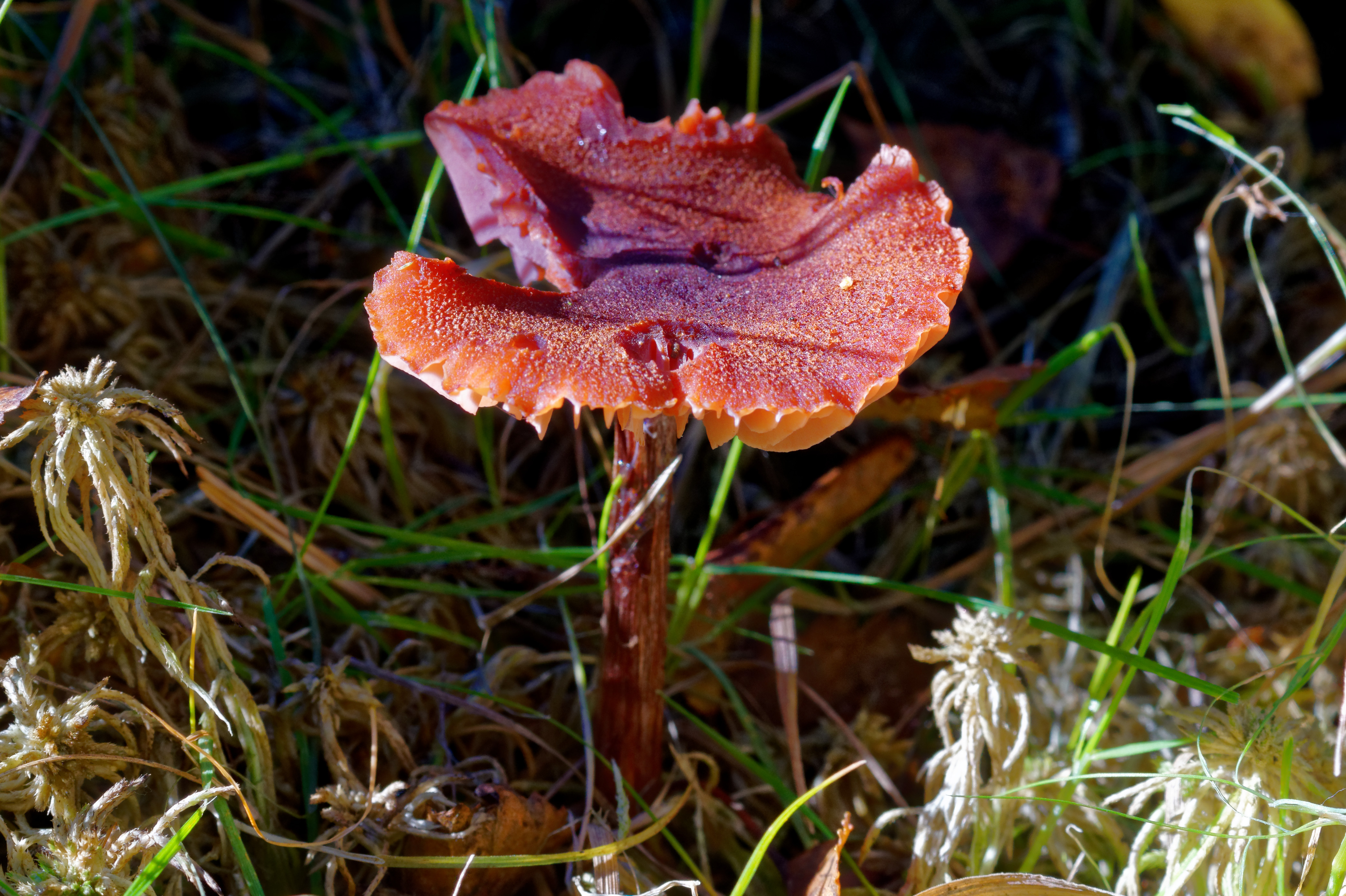
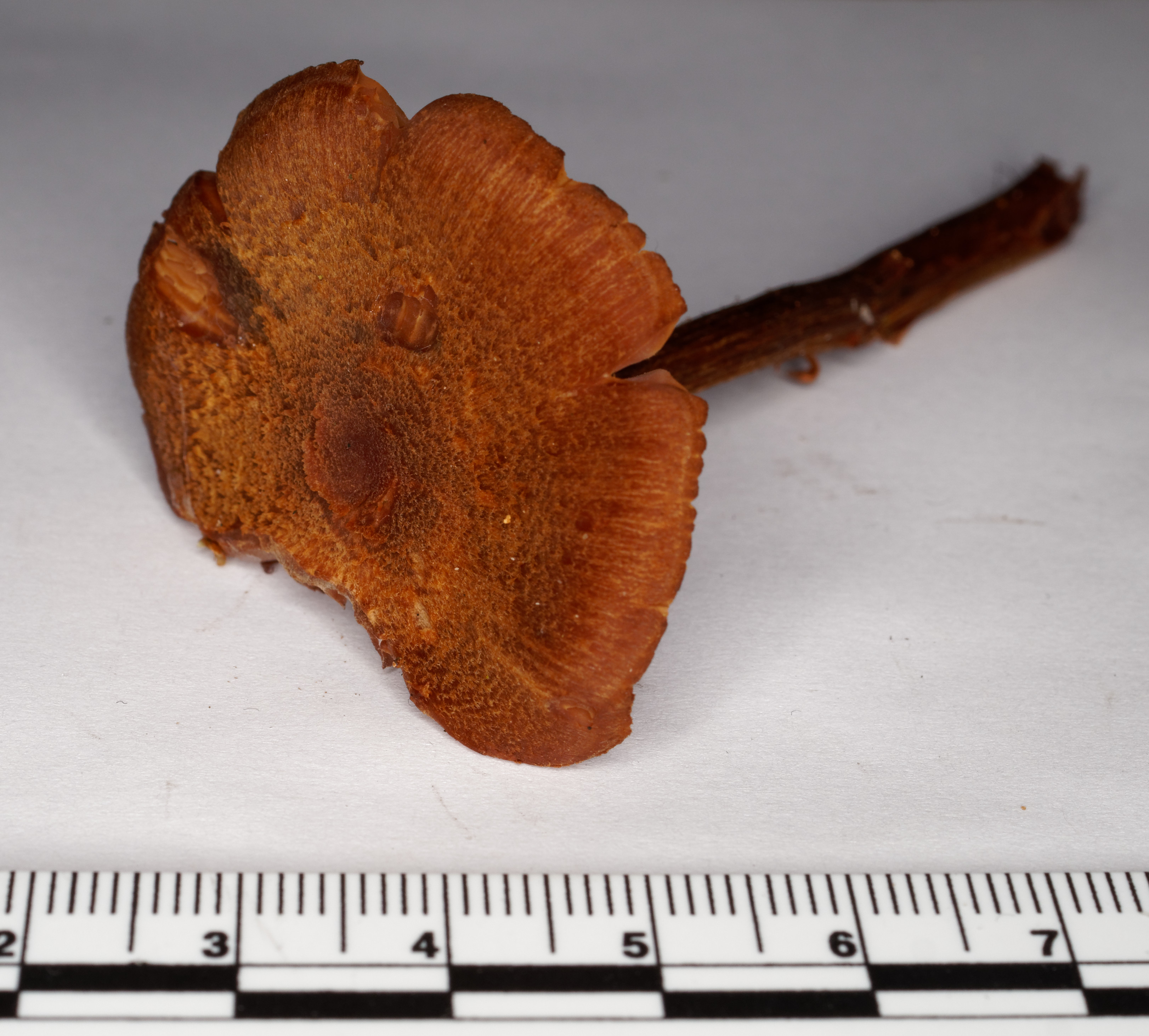
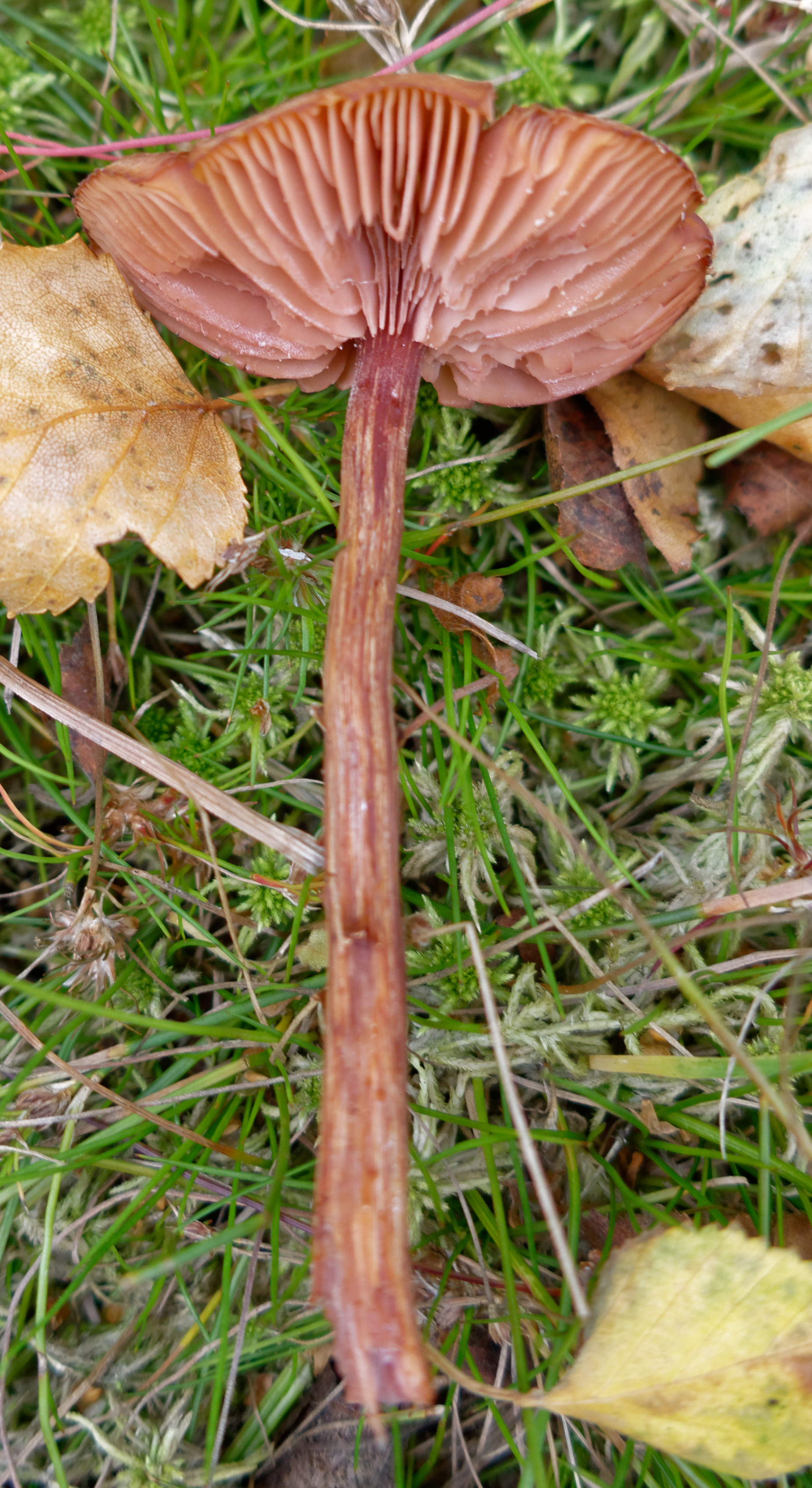
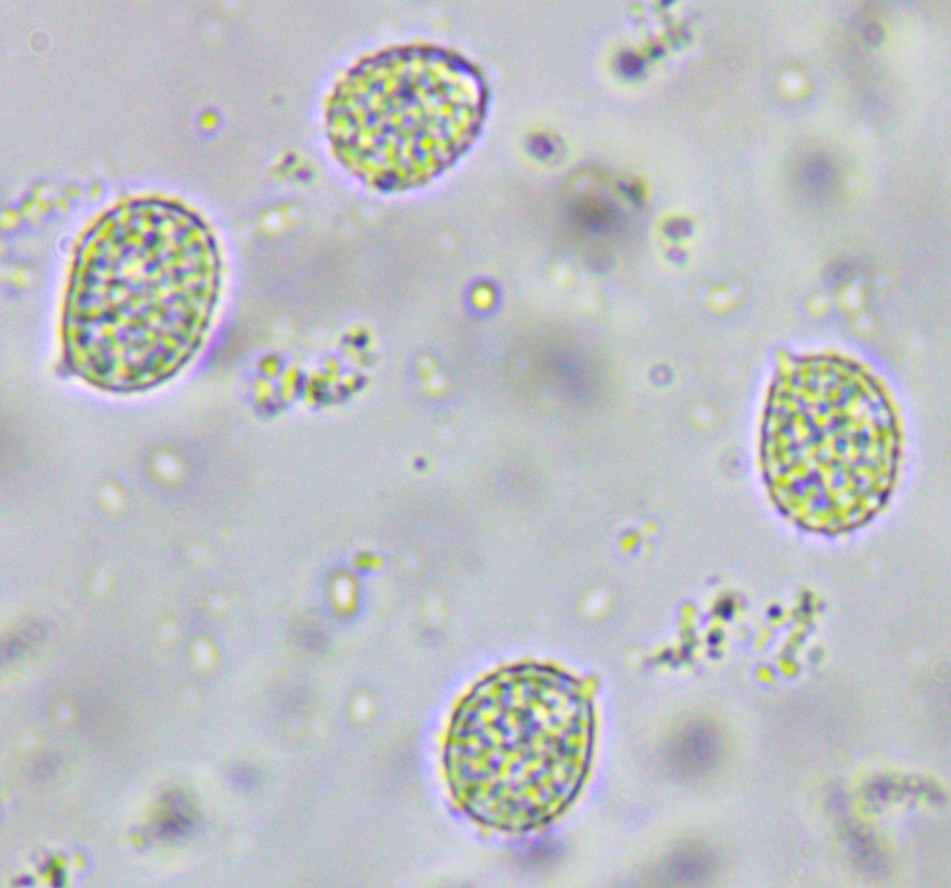